# Commandement de la brigade militaire de la sécurité civile

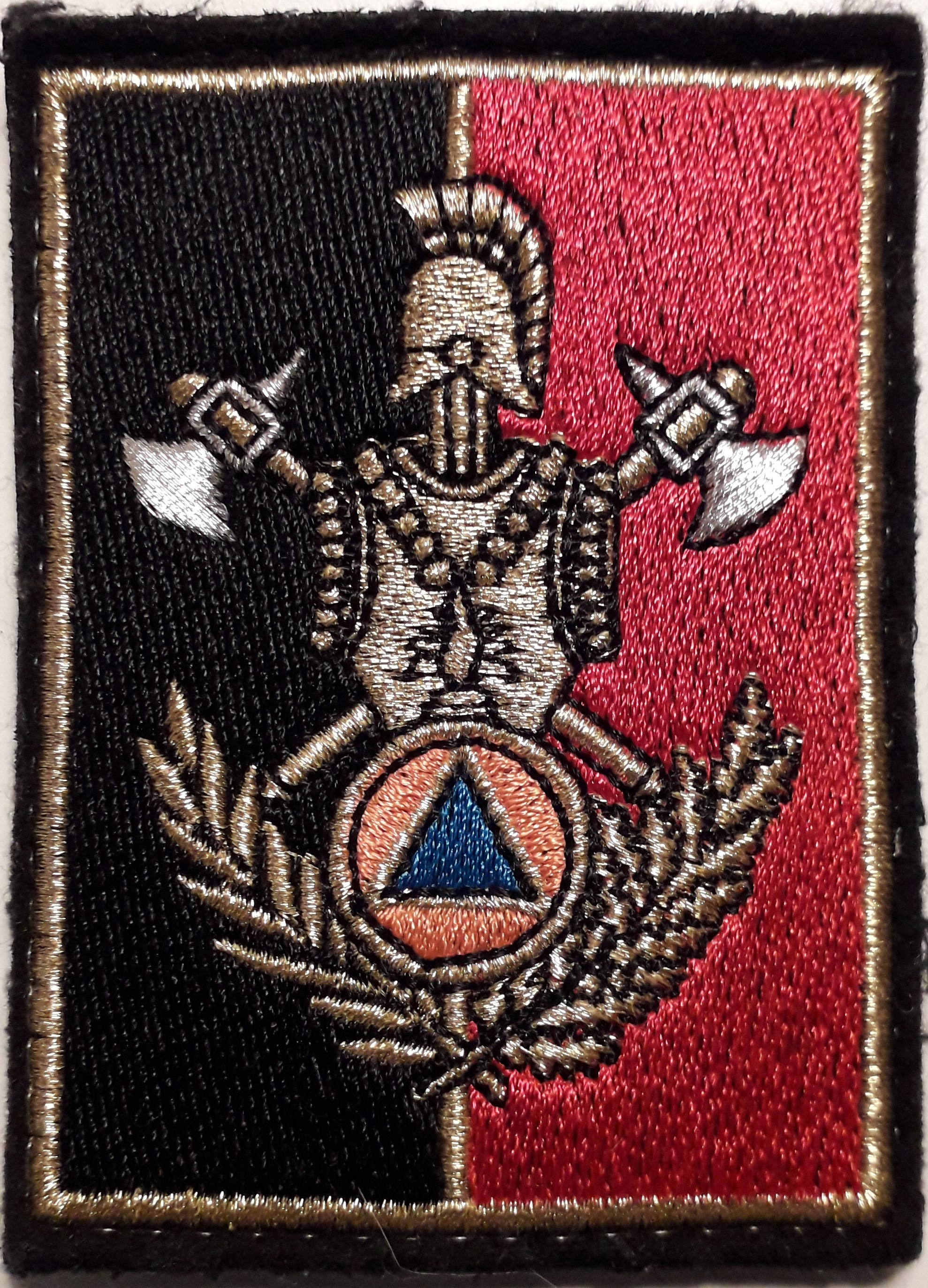

Le commandement des formations militaires de la sécurité civile (ComFORMISC) est créé par décret le 24 mars 1988.
En 2024, les formations militaires de la sécurité civile se structurent en brigade militaire de la sécurité civile (BMSC) commandée par un officier général de l'armée de terre du grade de général de brigade, le ComBMSC.
Ce dernier se situe à la Direction générale de la sécurité civile et de la gestion des crises (DGSCGC), Sous-direction des moyens nationaux, Bureau des moyens nationaux terrestres, civils et militaires. Il est installé dans les locaux de la DGSCGC, située depuis la fin de l'année 2015, dans l'immeuble GARANCE, 20e arrondissement de Paris (75). Le ComBMSC est l’état-major qui commande la brigade militaire de la sécurité civile.
La BMSC assure les missions définies par leur décret de création (décret 88-286 du 24 mars 1988).

## Missions générales
- Instruction en matière de défense civile et de sécurité civile du personnel accomplissant le service militaire actif.
- Entraînement et perfectionnement du personnel de réserve affecté dans les formations du corps de défense, désignées par le Ministre de l'Intérieur.
- Renforcement en détachements constitués des moyens de secours territoriaux pour l'exécution des tâches de défense et de sécurité civile.
- Intervention en tous lieux sur le territoire national ou à l'étranger pour répondre aux catastrophes de toute nature.
- Armement du Centre opérationnel de la gestion interministériel des crises (COGIC) situé au Ministère de l'Intérieur et des 7 Centres opérationnels de zone de défense et de sécurité (COZ), organe opérationnel des États-majors interministériels de zones de défense et de sécurité (EMIZ) de métropole et d'outre mer.

Ces formations militaires n'ont pas de compétence territoriale, elles sont un renfort national au même titre que les moyens aériens nationaux, les démineurs, les établissements de soutien opérationnels et logistiques (ESOL).

## Missions particulières
- Prévention des incendies de forêts par écobuage et débroussaillement de zones sensibles du Sud-Est méditerranéen.
- Étude des nouvelles techniques de lutte dans le domaine des secours.

Unités de renfort national, ces unités rassemblent environ 1 500 hommes. Sur un sinistre dépassant les capacités d'un département ou d'une zone de défense et de sécurité, elles sont engagées par la Direction générale de la sécurité civile et de la gestion des crises et se placent aux ordres du commandant des opérations de secours (COS). Les ordres d'engagements sont transmis directement par le ComBMSC qui participe à l'élaboration du plan de renforcement des secours.
Corps de troupes de l'armée de terre appartenant à la composante secours de l'arme du génie, leurs personnels sont affectés et administrés par le ministère des Armées et plus exactement par l'armée de terre, via la Direction des ressources humaines de l'armée de terre (DRHAT), Bureau appui-mélée (BAM). La gestion de proximité de chaque militaire est dévolue au commandement de contact (Chef de section, Commandant d'unité, Chef de service) et à la chaîne ressource humaine régimentaire (BRH). Les Chefs de corps des unités de sécurité civile, ou encore le Chef d'état-major du ComBMSC pour les cadres et sapeurs affectés en son sein, sont les garants de la gestion des militaires sous leurs ordres.
Chaque régiment ou unité est articulé en compagnies composées de plusieurs sections d'intervention, et calquées sur le même schémas des régiments de l'armée de terre.
Mises à la disposition du Ministre de l'intérieur pour emploi notamment dans la protection des populations contre les risques du temps de paix et du temps de guerre, la BMSC reçoit ses ordres du Préfet Directeur général de la sécurité civile et de la gestion des crises, et via le ComBMSC. Il est à noter que ces unités de sécurité civile sont prises en charge dans le budget global du Ministère de l'intérieur en ce qui concerne l'ensemble des moyens humains, matériels et immobiliers.